# Anectothemis apicalis
Anectothemis apicalis is een libellensoort uit de familie van de korenbouten (Libellulidae), onderorde echte libellen (Anisoptera).
De wetenschappelijke naam Anectothemis apicalis is voor het eerst geldig gepubliceerd in 1954 door Fraser.